# Кангли
Канглите (също канкали, канкли, канли, канглъ) са тюркска етническа група, живяла през X-XIII век в Средна Азия.
Различни автори от тази епоха определят канглите като подразделение и като тясно свързани с печенегите или кипчаците. Някои автори свързват името им с античната държава Кандзю.
След разпадането на държавата на печенегите, кангли започват да се споменават северно от Сърдаря, като част от тях се заселват край Хорезм, където приемат исляма и играят важна роля в историята на страната да нейното завоюване от Монголската империя.
През 1245 година францисканският монах Джовани да Плано Карпини описва кангитите на изток от Волга като беден народ. Земята им е безводна и те гладуват. По това време те са номади, поради което Карпини отбелязва, че не обработват земята, а се хранят само с животни, не строят домове, а живеят в шатри. Както и други народи, тази част от кангитите, която не е изтребена от татарите, е поробена от тях. В средата на XIII век францисканският монах Вилхелм де Рубрук пише, че родствените на куманите кангли обитават района между Велика, т.е. Волжка България и Каспийско море.
Племена канглъ и се срещат и след XIII-XIV век сред племената, влезли в състава на различни тюркски народи – ногайци, узбеки, башкири, казахи, каракалпаки, киргизи. През 30-60-те години на XV век канглъ са отбелязани като едно от узбекските племена. Сред 18-те ногайски племена, засвидетелствани в руски източници от ХVI век, е канлък. Според някои тези кангли са предшественици както на печенезите, така и на османските турци.